# アンナ・チェルノバイ
アンナ・チェルノバイ（英語: Anna　S. Chernobai ）は、アメリカの学者。シラキュース大学マーティン・J・ウィットマン・スクール・オブ・マネージメント准教授。 

## 人物・経歴
1999年に上智大学の経済学士号を取得した。2000年にウォーリック大学の経済・ファイナンス修士号を取得。2002年にカリフォルニア大学サンタバーバラ校で経済学の修士号を取得{。2006年にカリフォルニア大学サンタバーバラ校で応用確率統計の博士号を取得した。2006年以降、シラキュース大学マーティン・J・ウィットマン・スクール・オブ・マネージメントにおける研究職に就いている。
専門は、オペレーショナルリスク、デフォルトリスク、確率的プロセス、応用確率統計である。2008年、連邦預金保険公社 (FDIC) のフェローシップに選ばれた。2009年には、JPモルガン・チェースと協業し、シラキュース大学との間のリサーチフェローを務めた。同年、全米の"Top 50 Faces of Operational Risk."に選ばれ、シラキュース大学から"university-wide Meredith Teaching Recognition Award"を贈られた。2012年には、グッターグ・ジュニア賞をマーティン・J・ウィットマン・スクール・オブ・マネージメントから受けた。